# Ukanje (jezikoslovje)
Úkanje je jezikovni pojav, pri katerem zaradi napetega izgovora nenaglašeni o-jevski samoglasniki preidejo v samoglasnik u. Ukanje je v slovenskih narečjih pogosto; gre za stopnjo slabljenja (redukcije) nenaglašenega vokalizma.
Glede na lego o-ja se loči več podvrst:
- prednaglasno ukanje
  - v zlogu neposredno pred naglasom (gospod → guspod)
  - v vseh prednaglasnih zlogih (čokolada → čukulada)
- ponaglasno ukanje (jagoda → jaguda)

Posebna podvrsta ponaglasnega ukanja je ukanje izglasnega o-ja (mleko → mleku). Izglasno ukanje se včasih pomotoma zamenjuje z vokalizacijo trdega l (kislu mleku : kisu mlek). Popolno ukanje, torej v vseh zlogih ne glede na naglas, je redko.